# Estació de Sant Martí de Centelles - Aiguafreda
Sant Martí de Centelles - Aiguafreda, antigament Sant Martí de Centelles, és una estació de ferrocarril propietat d'Adif situada a la població de l'Abella, del municipi de Sant Martí de Centelles, i propera a la vila d'Aiguafreda, a la comarca d'Osona. L'estació es troba a la línia Barcelona-Ripoll per on s'aturen alguns trens de la línia R3 de Rodalies de Catalunya operat per Renfe Operadora.
Aquesta estació va entrar en servei el 8 de juliol 1875 quan es va obrir el primer tram entre Granollers i Vic de la futura línia Barcelona-Sant Joan de les Abadesses.
L'any 2016 va registrar l'entrada de 37.000 passatgers.
| Rodalia de Barcelona      |        |       |           |                        |
| Procedència/Destinació    | <      | Línia | >         | Procedència/Destinació |
| L'Hospitalet de Llobregat | Figaró |       | Centelles | Vic¹                   |

¹ Els trens semidirectes en direcció a Ripoll, Ribes de Freser, Puigcerdà o La Tor de Querol no paren en aquesta estació.